# Unterseeboot 1272
L'Unterseeboot 1272 ou U-1272 est un sous-marin allemand (U-Boot) de type VIIC/41 utilisé par la Kriegsmarine pendant la Seconde Guerre mondiale.
Le sous-marin fut commandé le 23 mars 1942 à Bremen-Vegesack (Bremer Vulkan), sa quille fut posée le 31 mai 1943, il fut lancé le 23 décembre 1943 et mis en service le 28 janvier 1944, sous le commandement de l'Oberleutnant zur See Bernhard Meentzen.
L'U-1272 n'endommagea ni ne coula aucun navire au cours de l'unique patrouille de 19 jours en mer qu'il effectua.
Il capitula à Bergen en mai 1945 et fut sabordé en décembre 1945.

## Conception
Unterseeboot type VII, l'U-1272 avait un déplacement de 759 tonnes en surface et 860 tonnes en plongée. Il avait une longueur hors-tout de 67,20 m, un maître-bau de 6,20 m, une hauteur de 9,60 m et un tirant d'eau de 4,74 m. Le sous-marin était propulsé par deux hélices de 1,23 m, deux moteurs Diesel Germaniawerft F46 de 6 cylindres en ligne de 1 400 ch à 470 tr/min, produisant un total de 2 060 à 2 350 kW en surface et de deux moteurs électriques AEG GU 460/8-276 de 375 ch à 295 tr/min, produisant un total 550 kW, en plongée. Le sous-marin avait une vitesse en surface de 17,7 nœuds (32,8 km/h) et une vitesse de 7,6 nœuds (14,1 km/h) en plongée. Immergé, il avait un rayon d'action de 80 nautiques (150 km) à 4 nœuds (7,4 km/h 4,6 milles par heure) et pouvait atteindre une profondeur de 230 m. En surface son rayon d'action était de 8 500 nautiques (soit 15 700 km) à 10 nœuds (19 km/h).
L'U-1272 était équipé de cinq tubes lance-torpilles de 53,3 cm (quatre montés à l'avant et un à l'arrière) et embarquait quatorze torpilles. Il était équipé d'un canon de 8,8 cm SK C/35 (220 coups), d'un canon de 20 mm Flak C30 en affût antiaérien et d'un canon 37 mm Flak M/42 qui tire à 15 350 mètres avec une cadence théorique de 50 coups par minute. Il pouvait transporter 26 mines TMA ou 39 mines TMB. Son équipage comprenait 4 officiers et 40 à 56 sous-mariniers.

## Historique
Il reçut sa formation de base au sein de la 8. Unterseebootsflottille à Danzig jusqu'au 28 février 1945, puis il intégra sa formation de combat dans la 11. Unterseebootsflottille basé à Bergen.
Sa première patrouille est précédée par un court trajet de Kiel à Horten puis relâche à Kristiansand. Elle commence le 29 avril 1945 au départ de Kristiansand pour l'Atlantique Nord, à l'ouest du Royaume-Uni.
À la capitulation de l'Allemagne Nazie, l'U-1272 se trouve en mer. Il se rend aux forces alliées le 10 mai 1945 à Bergen.
Le 30 mai 1945, il est transféré au point de rassemblement du Loch Ryan en vue de l'opération Deadlight, engagée par les Alliés afin de détruire la flotte de U-Boote de la Kriegsmarine.
L'U-1272 est coulé le 8 décembre 1945 à 9 heures à la position 56° 10′ N, 10° 05′ O, par une torpille aérienne d'un Barracuda du 816 Sqn (FAA) du porte-avions HMS Nairana.

## Affectations
- 8. Unterseebootsflottille du 28 janvier 1944 au 28 février 1945 (Période de formation).
- 11. Unterseebootsflottille du 1er mars 1945 au 8 mai 1945 (Unité combattante).

## Commandement
- Oberleutnant zur See Bernhard Meentzen du 29 janvier 1944 au 2 juillet 1944.
- Oberleutnant zur See Hans Schatteburg du 3 juillet 1944 au 10 mai 1945.

## Patrouilles
|       | Commandant             | Départ        | Départ       | Arrivée       | Arrivée      | Jours    | Succès |
| ----- | ---------------------- | ------------- | ------------ | ------------- | ------------ | -------- | ------ |
|       | Oblt. Hans Schatteburg | 12 avril 1945 | Kiel         | 15 avril 1945 | Horten       | 4 jours  |        |
|       | Oblt. Hans Schatteburg | 26 avril 1945 | Horten       | 28 avril 1945 | Kristiansand | 3 jours  |        |
| 1     | Oblt. Hans Schatteburg | 29 avril 1945 | Kristiansand | 10 mai 1945   | Bergen       | 12 jours |        |
| Total | Total                  | Total         | Total        | Total         | Total        | 19 jours | 0 t    |

Note : Oblt. = Oberleutnant zur See